# Shuri-te
Ne doit pas être confondu avec Naha-te.
Le Shuri-te (首里手), littéralement « main de Shuri », est un style de karaté qui s'est développé dans le royaume de Ryūkyū, sur l'archipel d'Okinawa dans la ville de Shuri, aujourd'hui, intégré à Naha, sur l'île d'Okinawa.
Il est le nom de l’un des deux grands styles dominants qui émergèrent à Okinawa sous l’influence des arts martiaux de Chine, avec le Naha-te qui, comme son nom l'indique, s'est développé dans la ville de Naha.
Ce style, le Shuri-te donna naissance au Shorin-Ryu. Il est également à la base du Shōtōkan-ryū, du Wadō-ryū.
Il est le résultat de l'incorporation des techniques de combats venant de Chine du nord, le Shaolin kempo en particulier, aux techniques locales.
C'était surtout la « noblesse » locale, qui pratiquait le Shuri-te, au palais royal de Shuri.

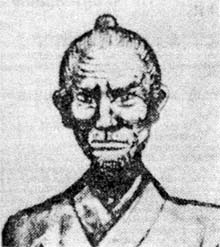
Sokon Matsumura

La plus ancienne figure connue, comme pratiquant ce style est Shinjo Choken, membre de la Cour du roi, vers la fin du XVIe siècle et le début du XVIIe siècle.
Puis, apparut Kanga Sakugawa (1733?-1815), appelé aussi « Tode Sakugawa » (Sakugawa « main de Chine »).
Il fut disciple, pendant 6 ans du moine bouddhiste Peichin Takahara, de Shuri, expert en Shuri-te primitif puis, pendant 6 ans encore de Kushanku, « ambassadeur » militaire de Chine, expert en Shaolin kempo.
Puis, il a fait plusieurs voyages en Chine pour perfectionner son art.
Il a beaucoup fait évoluer le Shuri-te en mélangeant les techniques locales et celles du kung-fu Shaolin. C'est de Kushanku qu'il a appris la position d'attente pour une frappe ou un blocage, du poing collé aux côtes, appelée hikite.
À son retour à Okinawa, il était considéré comme étant le plus grand expert local de « boxe chinoise », d'où son surnom de Tode Sakugawa.
Son plus célèbre disciple fut Sōkon Matsumura, lequel rebaptisa le Shuri-te, en lui donnant le nom de Shōrin-ryū.